# Chirosia albitarsis
Chirosia albitarsis este o specie de muște din genul Chirosia, familia Anthomyiidae. A fost descrisă pentru prima dată de Zetterstedt în anul 1845. Conform Catalogue of Life specia Chirosia albitarsis nu are subspecii cunoscute.